# Нагаево (Магаданская область)
Нагаево — упразднённый в 1939 году населённый пункт в Магаданской области. Ныне микрорайон в городе МагаданМагаданской области России.

## География
Располагался на берегу бухты Нагаева.

## История
Возник вокруг основанной в 1929 году в Ольском районе Восточно-Эвенской культбазы. Быстрое развитие населённого пункта привело к тому, что в 1930 году он получил статус посёлка городского типа. В 1931 году он стал административным центром Охотско-Эвенкийского национального округа.
В 1932 году в 2,5 км от Нагаево был основан посёлок Магадан. В 1939 году оба посёлка были объединены в город Магадан. В настоящее время название Нагаево имеет порт в Магадане.